# Zum Löh (Wuppertal)
Zum Löh ist eine Hofschaft in der bergischen Großstadt Wuppertal. 

## Lage und Beschreibung
Die Hofschaft liegt im Nordwesten der Stadt auf 209 m ü. NHN im Norden des Wohnquartiers Eckbusch des Stadtbezirks Uellendahl-Katernberg nahe der Stadtgrenze zu Wülfrath. 
Benachbarte Wohnplätze und Ortschaften sind neben Eckbusch, Hugenbruch, Eigen, Naurathssiepen, Wüstenhof, Obenaprath, Oberste Leimberg und Neuenhaus.

## Geschichte
Der Hof gehörte im 17. Jahrhundert zu den Gütern des Aufsitzers von Schloss Aprath. Zu der Zeit ist die Zugehörigkeit des Hofs zur Honschaft Oberdüssel der bergischen Herrschaft Schöller im Amt Solingen beurkundet.
Auf der Topographia Ducatus Montani des Erich Philipp Ploennies aus dem Jahre 1715 ist der Hof als z.Lüh eingezeichnet. Der Ort ist auf der Topographischen Aufnahme der Rheinlande von 1824 als Loer und auf der Preußischen Uraufnahme von 1843 als zum Loh eingezeichnet. Auf Messtischblättern trägt der Ort im Laufe des 20. Jahrhunderts den Namen Löh und Zum Löh.
Im 19. Jahrhundert gehörte Zum Löh weiterhin zu der Honschaft Oberdüssel der Bürgermeisterei Wülfrath. Damit gehörte es von 1816 bis 1861 zum Kreis Elberfeld und ab 1861 zum alten Kreis Mettmann. 
1888 lebten in Zum Löh acht Einwohner in einem Wohnhaus. Zu dieser Zeit wurde der Ort Löh genannt.
Mit der Kommunalreform von 1929 wurde der östliche Teil der Gemarkung Oberdüssel um Zum Löh von Wülfrath abgespalten und in die neu gegründete Stadt Wuppertal eingemeindet. 